# Webbina
Webbina es un género de foraminífero bentónico de la subfamilia Nubeculinellinae, de la familia Nubeculariidae, de la superfamilia Cornuspiroidea, del suborden Miliolina y del orden Miliolida. Su especie tipo es Webbina rugosa. Su rango cronoestratigráfico abarca el Holoceno.

## Discusión
Clasificaciones más recientes incluyen Webbina en la superfamilia Nubecularioidea.

## Clasificación
Webbina incluye a las siguientes especies:
- Webbina clavata
- Webbina fimbriata
- Webbina gothemensis
- Webbina hemisphaerica
- Webbina pasquaensis
- Webbina rugosa
- Webbina tenuicollis

Otra especie considerada en Webbina es:
- Webbina subangularis, de posición genérica incierta